# Walter Hauser (arhitect)
Walter Hauser (1893 - 1959) a fost un arhitect american, care după o scurtă perioadă de învățământ la MIT (cunoscut acronim al Massachusetts Institute of Technology din Boston, Massachusetts) între 1919 și 1922, a fost membru al Egyptian Expedition organizată de Metropolitan Museum of Art.
"Împrumutat", în noiembrie 1922, expediției Carter - Carnarvon cu ocazia descoperirii mormântului lui Tutankhamon (KV62, din Valea Regilor), Hauser a lucrat cu Lindslay Foote Hall la transpunerea cartografică a ambientelor mormintelor și obiectelor funerare. 
Din cauza neînțelegerilor cu Carter, a abandonat expediția înaintea terminării activitățile sale.